# Keizó Imai
Keizó Imai (* 19. listopad 1950) je bývalý japonský fotbalista.

## Klubová kariéra
Hrával za Fujita Industries.

## Reprezentační kariéra
Keizó Imai odehrál za japonský národní tým v letech 1974–1980 celkem 29 reprezentačních utkání.

## Statistiky
| Japonsko | Japonsko | Japonsko |
| Roky     | Záp.     | Góly     |
| -------- | -------- | -------- |
| 1974     | 1        | 0        |
| 1975     | 0        | 0        |
| 1976     | 0        | 0        |
| 1977     | 2        | 0        |
| 1978     | 13       | 0        |
| 1979     | 9        | 0        |
| 1980     | 4        | 0        |
| Celkem   | 29       | 0        |